# Філімонов Сергій Іванович
Сергій Іванович Філімонов (1926—2004) — радянський і український актор театру і кіно. Народний артист УРСР (1976).

## Життєпис
Народився 26 січня 1926 р. в с. Орловської обл. (Росія). Закінчив Державний інститут театрального мистецтва у Москві (1951, майстерня Й. Раєвського).
З 1953 р. працював в Київському театрі російської драми ім. Лесі Українки (Швиденко в «Соло на флейті», Брайко в «Хто за? Хто проти?», Никоненко в «Хазяйці» та ін.).
У 1961 році заснував при театрі музей: 
"… Про прем'єри, гастролі метрів, бенефіс і ювілеї чули всі, але тільки небагатьом відомо про дивовижний, оригінальний музей з обширною експозицією, існуючий вже близько сорока років. Протягом багатьох років прекрасний актор, Народний артист України Сергій Філімонов займався музеєм: комплектував і дбайливо зберігав колекцію, фонди … " (Юлія Нужіна, «Стиль & ДІМ» № 6/2004)
Помер 3 січня 2004 р. в Києві.
Грав у фільмах: «Гроші» (1957, т/ф, Семен), «Вогненний міст» (1957, епіз.), «Небо кличе» (1959, Троян), «Кость Барабаш з 10 „Б“» (1976, т/ф), «Ведмежа» (1980, Алтатов), «Золото партії» (1993), «Ленін у вогненному кільці» (1993) та ін.

## Нагороди
- народний артист УРСР (1976)
- орден «Знак Пошани» (1960)
- орден Трудового Червоного Прапора (1971)
- медаль «За доблесну працю у Великій Вітчизняній війні 1941—1945 рр.» (1947) та інші